# L'Anatomie de la mélancolie
Ne doit pas être confondu avec l'album de Paradise Lost.
L'Anatomie de la mélancolie (titre original complet The Anatomy of Melancholy, What it is: With all the Kinds, Causes, Symptomes, Prognostickes, and Several Cures of it. In Three Maine Partitions with their several Sections, Members, and Subsections. Philosophically, Medicinally, Historically, Opened and Cut Up) est un livre de Robert Burton publié pour la première fois en 1621, sous le pseudonyme de « Démocrite le jeune » (Democritus junior). Sa première traduction française intégrale, due à Bernard Hœpffner et Catherine Goffaux, a été publiée en 2000 chez José Corti avec une préface de Jean Starobinski.

## Vue d'ensemble
Le livre de Burton est pour l'essentiel une collection des opinions de très nombreux écrivains, regroupées sous des catégories pittoresques et surannées. Sur un ton solennel Burton a tenté de prouver par le poids des citations le caractère indiscutable de certains faits. Les sujets abordés par Burton s'étendent des doctrines religieuses à la discipline militaire en passant par la navigation fluviale et la moralité des écoles de danse.
C'est un livre écrit par un auteur qui voulait guérir d'un mal dont il se croyait affecté : « J'écris sur la mélancolie en m'évertuant à éviter la mélancolie ». 
À première vue le livre se présente comme un traité médical, dans lequel Burton met en application, à la manière scolastique, ses connaissances à la fois vastes et variées sur le thème de la mélancolie (ce terme incluant ce que l'on appelle aujourd'hui la dépression).
Mais bien qu'elle se présente comme un texte médical, L'Anatomie de la mélancolie est une œuvre unique en son genre, relevant autant de la littérature que de la science ou de la philosophie, et les développements de Burton vont bien au-delà du sujet annoncé. En réalité, L'Anatomie utilise la mélancolie comme un prisme à travers lequel peuvent être scrutées toutes les émotions et pensées humaines, et c'est pratiquement la bibliothèque entière du XVIIe siècle qui est enrôlée au service de cet objectif. Par sa portée et par ses références, c'est une œuvre encyclopédique.
Dans sa préface satirique au lecteur, le double de Burton, Démocrite Junior, explique qu'il "écrit sur la mélancolie par souci d'éviter la mélancolie". Ceci est typique du style de l'auteur, qui remplace souvent les exigences du livre en tant que texte médical ou un document historique en occasions de susciter l'admiration. À la fois satirique et sérieuse dans son ton, cet essai est « vivifiée par l'humour omniprésent »de l'auteur, dont les longues digressions, qui confinent souvent au flux de conscience, imprègnent et animent constamment le texte[réf. nécessaire]. Outre la virtuosité de l'écrivain, la vaste envergure de l'Anatomie, qui aborde des thèmes tels que la digestion, les farfadets, la géographie de l'Amérique entre autres, en fait une précieuse contribution à la recherche dans de multiples disciplines.

## Publication
La première édition de cet ouvrage s'est faite à Oxford, dans les locaux de l'Oxford University Press, qui prêta son matériel à l'éditeur Henry Cripps, lequel insista pour que Burton écrivît son texte en anglais plutôt qu'en latin, afin d'en retirer des ventes plus élevées : ce qui advint, puisque l'ouvrage peut être rétrospectivement considéré comme un best seller dans l'Angleterre du XVIIe siècle. Burton fut un correcteur obsessionnel de son propre ouvrage, et en publia durant sa vie cinq éditions revues et augmentées. 
Le livre fut souvent épuisé, plus particulièrement entre 1676 et 1800. Comme aucun manuscrit original n'a survécu, les dernières réimpressions ont été tirées, avec plus ou moins de fidélité, des éditions publiées du vivant de Burton. Les premières éditions sont maintenant dans le domaine public, et plusieurs d'entre elles sont disponibles intégralement sur un certain nombre de sources en ligne comme le Projet Gutenberg. Ces dernières années, l'intérêt croissant porté à ce livre et le fait que ses premières éditions soient accessibles au public sous la forme de fichiers numériques ont eu pour résultat la publication de nombreuses éditions nouvelles, dont la plus récente est la réimpression en 2001 de l'édition de 1932 par The New York Review of Books dans sa collection de rééditions de classiques intitulée NYRB Classics.

## Résumé
Pour aborder le sujet qu'il s'était fixé, Burton s'est inspiré de presque toutes les sciences de son temps, à savoir la psychologie et la physiologie, mais aussi l'astronomie, la météorologie et la théologie, et même l'astrologie et la démonologie.
Une grande partie du livre consiste en citations de diverses autorités médicales anciennes et médiévales, à commencer par Hippocrate, Aristote et Galien. Il est donc rempli de références plus ou moins pertinentes à des œuvres d'autrui. En latiniste averti, Burton y a aussi introduit une grande quantité de poésie latine et un grand nombre de ces citations d'auteurs anciens sont données sans traduction.
L'Anatomie de la mélancolie est un livre particulièrement long, dont la première édition est un volume simple in-quarto de près de 900 pages, et les éditions suivantes sont encore plus longues. Le texte est subdivisé en trois sections principales plus une introduction, le tout écrit dans le style diffus propre à l'auteur. 
L'introduction, typiquement, comprend non seulement un mot de l'auteur (intitulé "Démocrite Junior au lecteur"), mais aussi un poème latin ("Démocrite Junior à son livre"), un avertissement au "lecteur qui emploie mal ses loisirs", un résumé du texte qui suit et un autre poème expliquant le frontispice. Les trois sections suivantes procèdent avec la même exhaustivité : la première section est centrée sur les causes et les symptômes des mélancolies "communes", tandis que la seconde examine les traitements de la mélancolie, et que la troisième étudie des mélancolies plus complexes et moins connues, comprenant la mélancolie des amoureux et toutes les variétés de mélancolies religieuses. 
L'Anatomie se termine par un large index (que le The New York Times Book Review, de nombreuses années plus tard a appelé "un délice de lecture en soi". La plupart des éditions modernes comprennent de nombreuses notes explicatives et traduisent la majeure partie des passages en latin.

## Réception
Les admirateurs de L'Anatomie de la mélancolie vont d'auteurs du XVIIIe siècle et du romantisme anglais, comme Samuel Johnson, George Armstrong Custer, Charles Lamb et John Keats (qui disait que c'était son livre favori) à, plus proches de nous, Northrop Frye, Stanley Fish, Philip Pullman, Cy Twombly, Jorge Luis Borges (qui en a tiré une citation comme épigraphe de son récit « La Bibliothèque de Babel  "By this art you may contemplate the variation of the twenty three letters" »), William Gass, Samuel Beckett, Jacques Barzun (qui y trouva certaines intuitions à la psychiatrie moderne), Jean Paulhan (qui regrettait que « personne vers 1625 ne se soit avisé de le traduire : ç'eût été un événement dans l'histoire de la langue française ») ou encore Nick Cave. D'après un critique littéraire de The Guardian Nick Lezard, L'Anatomie survit parmi les connaisseurs. Washington Irving utilise une citation du livre sur la page de titre de The Sketch Book.
En France, outre Paulhan, les admirateurs de l'essai de Burton sont Jean Starobinski, Jackie Pigeaud, ou encore Yves Hersant.
Le ton solennel de Burton et sa tentative de démontrer des faits indiscutables par le poids des citations ont été tournés en ridicule un siècle et demi plus tard par Laurence Sterne dans Vie et opinions de Tristram Shandy,. Sterne s'est aussi moqué des subdivisions dans les titres de ses chapitres, et a parodié sa relation sérieuse et grave du chagrin de Cicéron à la mort de sa fille Tullia.

## Sources
- John Ferriar, (1798) Illustrations of Sterne with other essays and verses, New York, Garland Publishing, 1971.
- Angus Gowland, (2006) The Worlds of Renaissance Melancholy. Robert Burton in context, Cambridge, Cambridge University Press (coll. "Ideas in context")
- Graham Petrie, A Rhetorical Topic in Tristram Shandy, Modern Language Review, Vol. 65, no 2, avril 1970, p. 261–66.